# كين كول
كين كول (بالإنجليزية: Ken Cole)‏ (و. 1943  م) هو لاعب كرة سلة، ومدرب كرة سلة أسترالي، ولد في سيدني، شارك في الألعاب الأولمبية الصيفية 1964، وبطولة كأس العالم لكرة السلة 1970.

## روابط خارجية
- كين كول على موقع الاتحاد الدولي لكرة السلة (الإنجليزية)
- كين كول على موقع الاتحاد الدولي لكرة السلة (الإنجليزية)
- كين كول على موقع سبورتس رفرنس (الإنجليزية)
- كين كول على موقع أوليمبيديا (الإنجليزية)